# Notholimnophila
Notholimnophila es un género monotípica de dípteros nematóceros perteneciente a la familia Limoniidae. Su única especie: Notholimnophila exclusa, se distribuye por Nueva Zelanda.